# Max Michael

Elternfreude – Bauernfamilie in ihrer Hütte, 1864

Max Michael (* 23. März 1823 in Hamburg; † 24. März 1891 in Berlin; eigentlich Isaac Mayer) war ein deutscher Genremaler.

## Leben
Michael besuchte ab 1841 die Kunsthochschule in Dresden und ging 1846 nach Paris, wo er Schüler von Henri Lehmann und Thomas Couture wurde. Anfang der 1850er Jahre zog es ihn nach Italien, und er lebte mit geringen Unterbrechungen bis 1870 in Rom.
Er malte fast nur Genrebilder aus dem italienischen Volks- und Klosterleben. Seine Werke zeigten anfangs große Mängel, wurden aber in Zeichnung und Modellierung allmählich strenger und solider, behielten jedoch die in Frankreich von ihm angenommene skizzenhafte koloristische Manier und ein stumpfes, verschwommenes Kolorit. Bevorzugt stellte er das Leben der einfachen Leute dar, deren Lebensumstände er ungeschminkt und treffend wiedergab. Beispiele dafür sind Mädchenschule im Sabinergebirge, Neapolitanische Fischer sowie Bauernfamilie in einer ärmlichen Behausung.
1875 wurde Michael Mitglied der Preußischen Akademie der Künste, Berlin. Einer seiner Schüler war der Berliner Porträt- und Landschaftsmaler Felix Borchardt, der ihn in seiner Autobiographie 1927 mit einer Porträtzeichnung verewigte. Ein weiterer Schüler war der Berliner Genre- und Landschaftsmaler Curt Agthe (1862–1943).

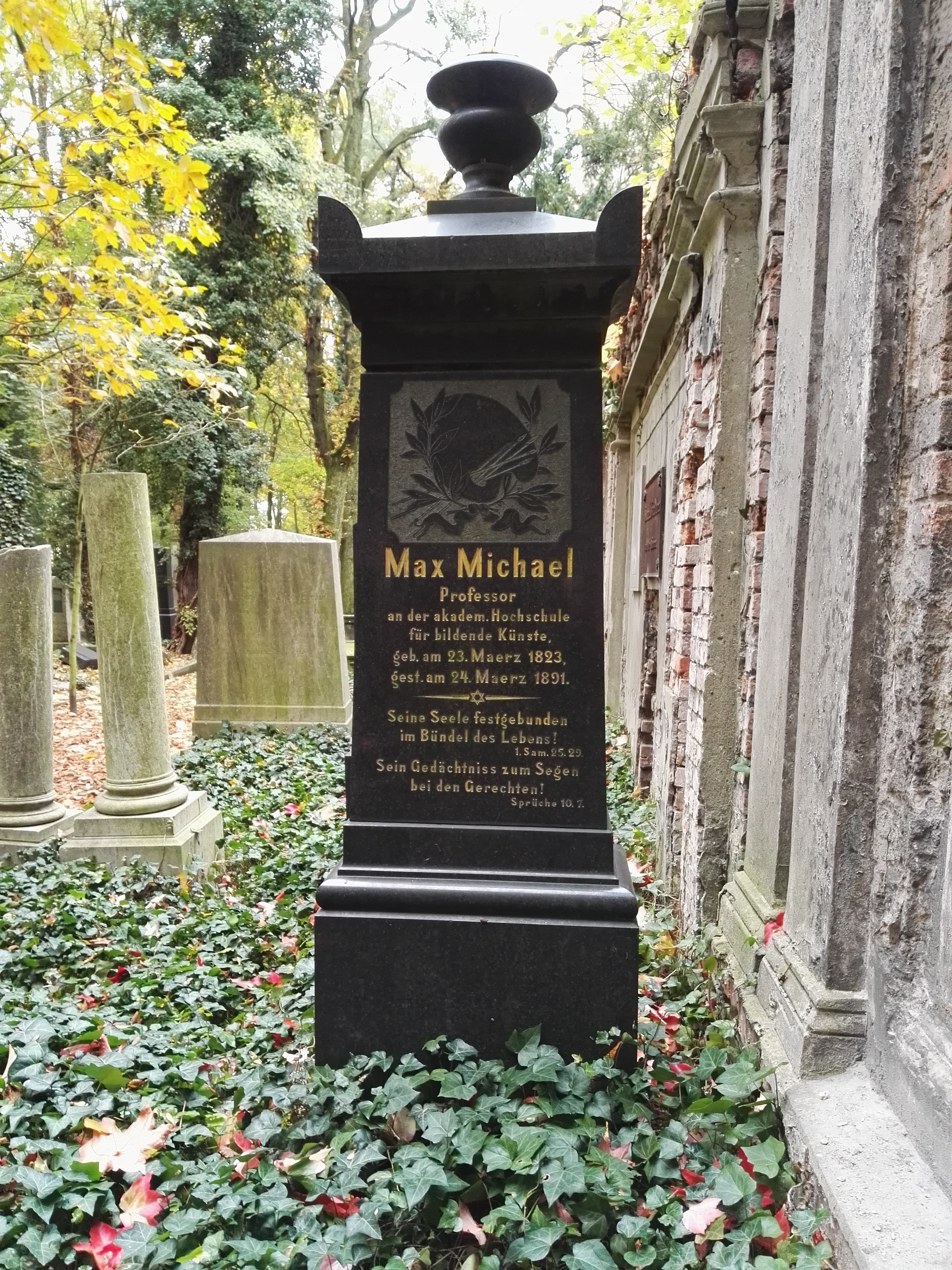
Grabstätte

Michael wurde 1891 auf dem Jüdischen Friedhof an der Schönhauser Allee beigesetzt.